# Kolpna
Kolpna (in russo Колпна́?; fino al 2006 Kolpny, Ко́лпны) è un insediamento di tipo urbano della Russia europea sudoccidentale, situato nell'oblast' di Orël; è il centro amministrativo del rajon Kolpnjanskij.
Si trova sul fiume Sosna, nel rialto centrale russo, 120 km a sud-est di Orël.